# José Teodoro Correia de Azevedo Coutinho
José Teodoro Correia de Azevedo Coutinho, primeiro e único barão de Mearim (? — Maranhão, 10 de março de 1855) foi um nobre brasileiro.
Agraciado comendador da Imperial Ordem de Cristo e barão.